# Elektrizitätswerk Obwalden
Das Elektrizitätswerk Obwalden (EWO) mit Sitz in Kerns ist ein Elektrizitätsversorgungsunternehmen im Kanton Obwalden. Das öffentlich-rechtlich organisierte Unternehmen ist im Eigentum des Kantons Obwalden und seiner sieben Einwohnergemeinden. Es beschäftigt rund 130 Mitarbeitende, davon 15 Lernende.

## Entstehung
Das Elektrizitätswerk Obwalden ging aus dem 1905 gegründeten Elektrizitätswerk Kerns hervor. In einem Vertrag von 1955 wurde die Gründung des Elektrizitätswerks Obwaldens, der Bau des Kraftwerks Melchsee-Frutt sowie die Übergabe des Elektrizitätswerks Kerns an den Kanton geregelt.
Auf den 1. Januar 1965 übernahm das Elektrizitätswerk Obwalden die gesamten Verteilanlagen in den Gemeinden Lungern, Giswil, Sachseln, Kerns, Sarnen, Alpnach und Engelberg wie auch Material, Fahrzeuge, Einrichtungen und laufende Energielieferverträge.

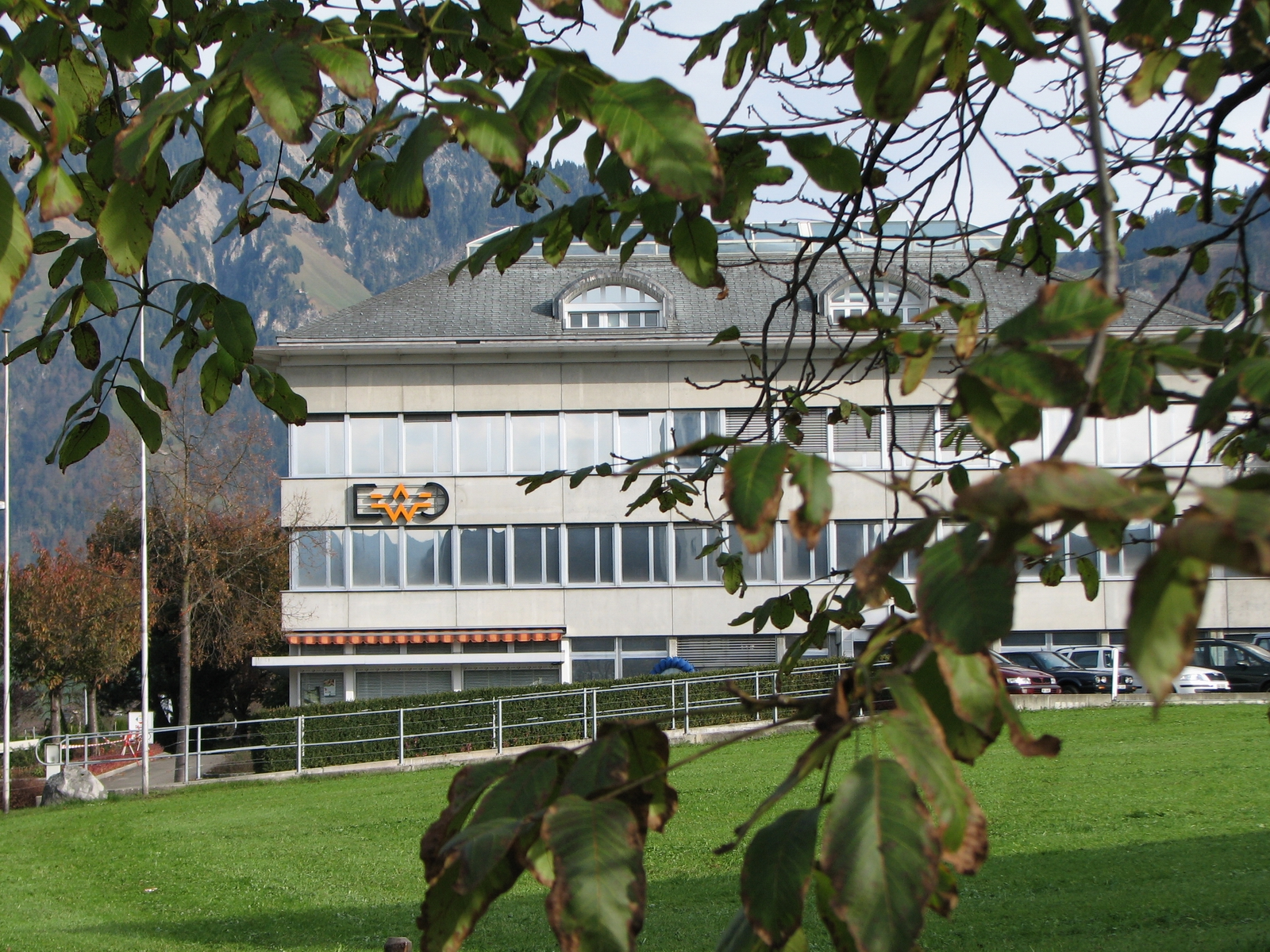
Hauptgebäude des EWO in Kerns

## Geschäftsbereiche
- Produktion und Verteilung von elektrischer Energie und Fernwärme aus vorwiegend erneuerbaren Energiequellen
- Elektroinstallationsarbeiten
- Versorgung mit Datennetzen

Als Unternehmen der öffentlichen Hand hat das EWO einen Versorgungsauftrag für elektrische Energie im Kanton Obwalden. Es beliefert etwa 20'000 Haushalte und 4'500 Unternehmen. Dazu betreibt es ein eigenes Stromverteilnetz, mehrere Kraftwerke und zwei Wärmeverbundanlagen in Kerns und Lungern.

## Kraftwerke
Das EWO betreibt folgende Kraftwerke:
- das Wasserkraftwerk Hugschwendi, in dem Wasser des Einzugsgebietes von Melchsee-Frutt verwendet wird.
- das Wasserkraftwerk Unteraa, in dem Wasser des Lungerersees und von der Grossen Melchaa und der Kleinen Melchaa turbiniert wird.
- eine Photovoltaikanlage auf dem Dach der Kantonsschule Obwalden in Sarnen und weitere Kleinkraftwerke.

Die Kraftwerke Wisserlen und Kernmatt werden weiterhin vom Gemeinde-Elektrizitätswerk Kerns betrieben, das ein Verwaltungszweig der Korporation Kerns ist. Insgesamt sind rund 130 Kleinkraftwerke in Obwalden an das Netz der EWO angeschlossen, die von Unternehmen, Genossenschaften und Korporationen betrieben werden.